# Rafael Pascacio Gamboa
Rafael Pascacio Gamboa (Tuxtla Gutiérrez, Chiapas; 20 de mayo de 1897-Ciudad de México, 2 de agosto de 1979) fue un político mexicano. Fue gobernador de Chiapas, primer Presidente Nacional del Partido Revolucionario Institucional (PRI) en el año 1946. Coordinó la campaña a la presidencia de Miguel Alemán Valdés, y fue secretario de Salubridad y Asistencia.

## Reseña biográfica
Pascacio Gamboa fue secretario general de gobierno en Chiapas, diputado federal y, finalmente, gobernador del estado para el periodo 1940-1944.
Durante su gestión como gobernador impulsó estudios e investigaciones sobre la cultura de Chiapas de Franz Blom y Gertrude Duby de Na Bolom, quienes anotan: "recibimos ayuda y apoyo, primeramente, del Dr. Rafael P. Gamboa, entonces Secretario de Salubridad y Asistencia. Desde hace años él se ha interesado en nuestros trabajos sobre su Estado natal, Chiapas, y fue él quien nos comisionó para estudiar la situación, costumbres e historia de estos apartados indígenas del sureste de la República."
Al concluir su mandato como gobernador, fue designado por el presidente Manuel Ávila Camacho en 1945, director general del Sistema Nacional de Pensiones, antecedente directo del ISSSTE, así como un activo promotor de la Ley del Trabajo.
Casó con Carmen Cano, con quien procreó cinco hijos, de nombre Socorro, Rafael, Beatriz, Carmen del Pilar y Jesús.
Falleció el 2 de agosto de 1979 en la ciudad de México. Sus restos fueron trasladados a su ciudad natal.

## Primeros años, Estudios y Familia
Rafael Pascacio Gamboa nació el 20 de mayo de 1896 en Tuxtla Gutiérrez, Chiapas, a un costado de la iglesia de San Marcos. Hijo del comerciante Rafael Pascacio Coutiño y de Heracilia Gamboa Araujo, sus primeros años estuvieron marcados por muchas carencias. Sus hermanos fueron Socorro, Josefina, Humberto, Noé, Luis y María Elena.
Los primeros estudios los realizó en Tuxtla Gutiérrez, aprendiendo sus primeras letras en la escuela particular de la maestra Delfina Rincón (en cuyo honor posteriormente el doctor, ya siendo gobernador, fundó un plantel educativo) y, posteriormente, cursando la primaria en el Colegio Industrial Militar y en la Preparatoria del Estado en San Cristóbal Las Casas, recibiendo las enseñanzas, entre otros, de los hermanos Miguel y Lisandro Calderón y de los maestros Flavio A. Paniagua y Julio Corzo.
La secundaria la estudió en la Escuela Pre vocacional e Industrial de Chiapas y la preparatoria en el Instituto de Ciencias del Estado, ubicado en San Cristóbal de Las Casas, y posteriormente en la Escuela Nacional Preparatoria, de México, donde tuvo el privilegio de ser alumno de Erasmo Castellanos Quinto, Antonio Caso y Agustín Aragón y Leyva, entre otros educadores.
En 1913, de regreso en Tuxtla, ayuda a su padre en la tienda que éste va haciendo crecer, y dos años más tarde, en 1915 se traslada nuevamente a México para cursar la carrera de Medicina. La Revolución Mexicana se halla en pleno desarrollo, por lo que, a fines de 1916, se da de alta en el 39 Batallón de Infantería de Línea del Ejército Nacional, por lo que será hasta 1917 que, por fin, comience sus estudios en la Escuela Nacional de Medicina, a cuyas clases concurre después de sus actividades como soldado, concluyendo sus estudios profesionales en 1922, año en que decide regresar a Chiapas, donde la tienda de su padre ha sido arrasada por un incendio. “El Dr. Rafael Pascacio, que regresaba por entonces de realizar sus estudios de Médico Cirujano y Partero, escribió a todos los acreedores para hacerse responsable de las deudas de su padre”, mismas que liquidó oportunamente.
Tras recibir en agosto de 1923 su título firmado por el gran educador Ezequiel A. Chávez, rector de la Universidad, y por el Lic. José Vasconcelos, Secretario de Educación, instala su consultorio en las calles 1 Sur y 2 Oriente de Tuxtla Gutiérrez, donde comienza a dar consulta el 6 de octubre del mismo año.
“A las seis de la mañana comenzaba a hacer visitas en el Hospital Civil, cuya dirección aceptó sin retribución al pedírselo el entonces gobernador del Estado. Gral Tiburcio Fernández Ruiz, de allí pasaba a las 9 de la mañana a su consultorio, donde continuaba hasta las 2 de la tarde y después de comer trabajaba de las 4 a las 9 de la noche.”
Durante la rebelión encabezada por don Adolfo de la Huerta en diciembre de 1923, se pone a las órdenes del Gral. José María Dorantes, comandante del sector militar que depende del Gral. Donato Bravo Izquierdo, Jefe de las Operaciones Militares en defensa del Gobierno del general Obregón.
Por esos días acepta, a condición de no recibir ninguna retribución, la Dirección del Hospital Civil de la Capital del Estado.
El 23 de agosto de 1926 se casa con Carmen Cano, quien al poco tiempo, por su enorme identificación con el Dr., hace las veces de su ayudante en algunas intervenciones quirúrgicas.  A fines de 1929 nació su primera hija, María del Socorro.
Poco después se traslada a París, donde cursa los estudios de posgrado en Pediatría, Ginecología y Oculista, recibiendo los diplomas correspondientes en la Universidad de la Sorbona, regresando a México e instalándose en la capital de la república y fijando su consultorio en las calles de Ayuntamiento, en el Centro Histórico.
En 1931 nace su segundo hijo, de nombre Rafael, y el matrimonio decide establecerse en Tapachula, Chiapas, donde Don Rafael Pascacio Gamboa es de inmediato designado Médico Legista, cargo que desempeña hasta finales de 1933.
“Esta forma de ejercer su profesión médica sirvió para que llegado el momento la gente de Tuxtla, Chiapa, Arriaga, Tonalá y Tapachula se desbordaran a su favor cuando buscó el apoyo del pueblo para ser elegido Gobernador del Estado.”

## Diputado Federal 1937-1940
Durante 1935-1936, participa activamente en la campaña política del Ing. Efraín A. Gutiérrez, quien al tomar posesión como Gobernador de Chiapas, lo designa Secretario General de Gobierno, cargo que desempeñó con gran habilidad, hasta ser postulado como candidato del PRM a diputado federal por el Tercer Distrito Electoral con cabecera en San Cristóbal de Las Casas.
Según Antonio García de León: “Efraín Gutiérrez quiso gobernar aplicando las medidas recomendadas por el gobierno federal. Pero, sujeto a durísimas presiones, dejó en manos del Dr. Rafael Pascacio Gamboa y del profesor Mariano Samayoa muchas de las responsabilidades de su gobierno. También, durante 1937 y 1938, la lucha agraria y sindical arreció, saliéndose muchas veces de los cauces marcados por las organizaciones oficiales.” 
Al aceptar su postulación a Diputado Federal a la XXXVII Legislatura renunció a su cargo como Secretario General del Gobierno del Estado de Chiapas.
En pleno cardenismo, como Diputado Federal (1937-1940) propugna por la expedición de la Ley del Servicio Civil, antecedente de la actual Ley de los Trabajadores al Servicio del Estado. 
Fue precisamente en su consultorio de la calle de Bolívar 297, en México D.F., donde el Dr. Pascacio Gamboa recibió al gobernador, Ing. Efraín Gutiérrez, quien junto con otras personas le solicitó aceptara la postulación para gobernador del Estado para el periodo 1940-1944.
Considerado el "único capaz de garantizar las conquistas del campesinaje en Chiapas", su candidatura a gobernador fue sostenida por la Liga de Comunidades Agrarias del Estado de Chiapas, la Confederación de Trabajadores de México, y por algunas organizaciones del sector popular que lo respaldaron “para llevarlo al triunfo más estruendoso" el año de 1940.

## Gobernador de Chiapas 1940-1944
“Un momento drástico de transformación, en la vida intelectual y cultural de la entidad, ocurre en el periodo gubernamental de Rafael Pascasio Gamboa (1940-1944).”
La coyuntura era, indudablemente, delicada. Había estallado la Segunda Guerra Mundial y el país intentaba con muchos trabajos mantener la nueva estabilidad política generada por la Revolución Mexicana. Estabilidad que aspiraba a garantizar el partido oficial, mismo que con Lázaro Cárdenas al frente de la administración pública federal cambió su nombre original (Partido Nacional Revolucionario) por el de Partido de la Revolución Mexicana: PRM.
En Chiapas la situación era apremiante: había muchos habitantes de origen y de nacionalidad alemana y japonesa, países del Eje contra los que se enfrentaban las democracias aliadas. De hecho, “ante la intensa andanada de amenazas de afectación, y de acciones cada vez más organizadas de jornaleros y agraristas, los ganaderos, plantadores y políticos de Tapachula empezaron a promover, en marzo de 1939, una gran campaña separatista que supuestamente contaba con las simpatías de la derecha mexicana y de la embajada norteamericana.” Todo ello abonaba a la complejidad que implicaba gobernar Chiapas y que Pascacio Gamboa encaró de lleno con tan sólo cinco años de experiencia en la vida política local.
Obra pública
Ante todo recordemos que durante su mandato “el Estado no adquirió ningún compromiso que grave la Hacienda pública, cubrió puntualmente los sueldos de sus servidores y las cuotas de cooperación con las dependencias federales le permitió satisfacer el vasto plan de obras públicas en beneficio colectivo…”
Adicionalmente, “con el doctor Pascacio Gamboa principió el progreso y modernización de Chiapas.” "Antes del doctor, Tuxtla no había sobrepasado la categoría de pueblo".  
"A Tuxtla dedicó lo mejor de su obra". Fue hasta el gobierno del DR. Rafael Pascacio Gamboa cuando se empezó a pavimentar las calles principales de Tuxtla Gutiérrez. “El periférico, que iba por la quinta norte, cuarta poniente, novena sur, segunda oriente, segunda sur y once oriente, se creó durante el gobierno del doctor Pascacio Gamboa.”
Durante este lapso se construyeron en Tuxtla los siguientes edificios por cuenta del Gobierno del Estado: 
Palacio Federal, Edificio de Salubridad, Hospital General, Casa de Gobierno, Palacio Municipal, Penitenciaría del Estado, Universidad de Chiapas, Mercado Público, Casa del Anciano, Edificio de la Biblioteca Pública, Edificio de la Federación de Trabajadores del Estado, Edificio de la Dirección General de Obras Públicas, Edificio de la Junta Local de Caminos, Portal de Refresquerías, Kiosko de las Polleras, Pérgola del Parque Figueroa, Fábrica de Yeso y Pinturas, Hogar Infantil y ocho edificios escolares.
Se ampliaron, adaptaron y reformaron el edificio del Poder Judicial, la Casa del Agrarista, la Escuela Industrial y Prevocacional, el edificio del Museo Regional de Arqueología y el Edificio de Maternidad.
Se construyeron cuatro puentes sobre el Río Sabinal y dos más en el arroyo de San Roque para conectar con el centro de la ciudad a populosos barrios antes aislados.
En total se pavimentaron en Tuxtla 85,500 m².
Se erigió el Monumento a la Bandera y el Estadio Olímpico en el lugar llamado “La Lomita”.
Se construyó el campo deportivo Mactumatza, el Museo de Historia Natural y el Parque Zoológico.
En 1943 el gobernador aprueba el trazo definitivo de la Carretera Panamericana, cambiando el destino final de Suchiate a Ciudad Cuauhtémoc, a fin de comunicar a San Cristóbal con Comitán.
En San Cristóbal, reparó el palacio municipal, y construyó un mercado, un parque, y el edificio de la Escuela Preparatoria y de Derecho, ampliando y reparando el drenaje, construyendo un puente así como la carretera que iba al cerro. En Tapachula pavimentó más de 20,000 metros de concreto y amplió y modernizó el parque, así como los empedrados y el drenaje. Introdujo asimismo el drenaje en Cintalapa, Arriaga, Yajalón y Chiapa de Corzo.
"Entre 1940 y 1944, el doctor Rafael Pascasio Gamboa, empujado más por las circunstancias históricas debido a la insistente inconformidad de los coletos por haber sido trasladados los poderes de San Cristóbal de las Casas a Tuxtla Gutiérrez -aun cuando ya habría transcurrido más de 30 años de ese hecho- trató de darle una nueva fisonomía a la ciudad para que alcanzara la categoría de municipio."
"Se entubaron las aguas del manantial La Pimienta desde su nacimiento hasta la colina de Mutuhuitz, dejando la atarjea completamente abandonada en este trecho; para esto aprovecharon tubos donados por el Gobierno del Doctor Pascacio Gamboa."
Se instalaron también mercados públicos en Motozintla y Berriozábal y se construyeron cárceles en Pichucalco y Motozintla. Se construyeron asimismo puentes en calles y avenidas de Huixtla, Escuintla, San Cristóbal Las Casas, Pichucalco y en caminos vecinales como Zacathic. Ejecutándose también bulevares en Huixtla, Cacahoatán y Arriaga.
Se construyeron Palacios Municipales en Acapetahua, en Escuintla y se reconstruyeron los de Ocozocuautla, en la Trinitaria y en Pueblo Nuevo Comaltitlán y se concluyó el de Huixtla. Se realizaron los Monumentos a la Bandera de Chenalhó y Copainalá.
“Asimismo, se terminó la carretera Bochil-Simojovel. El Estado concluyó y pusieron en servicio 2 tramos de la importantísima Carretera Peninsular: Las Casas a Tenejapa y de Tenejapa a Cancuc (57 km); Se dio paso de Comitán a Ocosingo, centro chiclero y hulero del norte chiapaneco, con la apertura del tramo de 16 km entre Villa Altamirano y Ocosingo. Se trabajó intensamente en la apertura de la carretera Bombaná-Copainalá, quedando concluido el tramo Bombaná-Chicoasén… Y se abrieron otros 35 km en la carretera Tonalá-Villa Flores, que dará salida a la intensa producción agrícola de los fértiles valles de La Frailesca y Custepeques. Se abrieron diversos tramos de la Carretera Interoceánica que conectará con el centro de la entidad la riquísima zona cacaotera de Pichucalco. Se trabajó en la apertura de las carreteras Ocosingo-Bachajón-Yajalón-Ocosingo, Ocosingo-Guaquitepec y Venustiano carranza-Las Rosas-Comitán habiéndose establecido comunicación por esa ruta entre Tuxtla Gutiérrez y Comitán.”
En total se construyeron veintidós abastecimientos de agua potable en los poblados de Yajalón, Acapetahua, Escuintla, Salto del Agua, Pichucalco, Villa Flores, Simojovel, Soyaló, Bochil, Tiltepec, Comitán, Arriaga, Suchiapa, Tonalá, El Bosque, Tenejapa, Cintalapa, Ocosingo, Terán, Oxchuc, Paredón, Tuxtla Gutiérrez.
Se instalaron también doce mercados en Huixtla, Tuxtla Gutiérrez, Cintalapa, Berriozábal, Ocozocuzutla, Huehuetán, Escuintla, Pichucalco, Pueblo Nuevo de Comaltitlán y Salto del Agua.
Asimismo, diez rastros fueron realizados durante los 4 años de la gestión de Rafael Pascacio Gamboa.
Se dio curso asimismo al proyecto hidroeléctrico de Bombaná en el municipio de Bochil: planta hidroeléctrica cuya capacidad total era de 5,400 kilowats (con un costo total de $1.500,000) y que, según se dijo entonces, “resolverá definitivamente el problema de energía eléctrica en Tuxtla Gutiérrez, Chiapa de Corzo, Ocozocuautla, Berriozábal y otras poblaciones circunvecinas, promoviendo al mismo tiempo la industrialización del Estado”.
Simultáneamente, se amplió la red telefónica local en una extensión aproxmada de 110 kilómetros y actualmente existen 126 oficinas con una extensión de 490 kilómetros.
Educación
"Al asumir el cargo de Gobernador Constitucional del Estado de Chiapas, el DR. Rafael Pascacio Gamboa, nombró al profesor Cruz Calvo como director de Educación Pública, cargo que le brindó la oportunidad de realizar intensa actividad educativa demostrada con el aumento de escuelas, de maestros, de zonas escolares y promoción de la capacidad profesional del magisterio".
Durante su mandato se cuadruplicaron los presupuestos en Educación, pasando de $710,000 en el último año del gobierno anterior, a $980,000, en el primer año de la gestión de P. Gamboa, y en el 2º a $1.160,000, para pasar, en el 3º y en el último, a $1.967,769. 
Se establecieron escuelas secundarias en Tonalá y Comitán y se estableció la Escuela de Derecho de San Cristóbal Las Casas, creándose nuevos planteles en diferentes regiones y aumentándose el número de profesores. Se resolvió en un 95% el problema del alojamiento escolar con la construcción de 50 edificios escolares de primera categoría en diversas ciudades y poblaciones y cien más en colonias rurales. Se crearon 20 plazas para maestros indígenas en lugares que lo necesitaban y se triplicó la erogación por concepto de becas y pensiones, pues mientras en 1940 se erogaron $25,000, para este rubro, en 1941 la inversión fue de $34,000, en 1942 de $49,000, en 1943 de $49,000 y en 1944 ascendió a $82,000.
"A finales de 1943... El gobernador Pascacio Gamboa financió al Dr. Jorge S. Tejeda (presidente del Ateneo de Chiapas) para que elaborara un catálogo de los documentos chiapanecos guardados en el Archivo General de Guatemala (hoy Archivo General de Centroamérica)."
No debe olvidarse que el Gobernador Pascacio Gamboa ordenó, a través del decreto número 68 Bis, fechado el 8 de mayo de 1944, la creación de la Universidad del Estado. 
"fue en el año de 1944, por decreto del gobernador Rafael Pascasio Gamboa, cuando se estableció como el Instituto de Ciencias y Artes de Chiapas (ICACH), el cual reunía a las escuelas secundaria, preparatoria y normal."
Salud
Como gobernador, Rafael Pascasio Gamboa “hizo un trabajo ejemplar en materia de salud (1940-1944).”
Por su formación profesional en este rubro, el Dr. Pascacio Gamboa se preocupó también por continuar los trabajos de agua potable y alcantarillado de la ciudad iniciados por el gobierno de Efraín A. Gutiérrez, así como del embovedado de arroyos y barrancos en los que se vertían las aguas residuales y que eran focos de contaminación e insalubridad. “Para ello auspició empeñosamente la apertura de drenajes en todas las calles”.
Construyó asimismo Centros de Medicina Social e Higiene Rural en Arriaga, Ocosingo y la Concordia. En Tuxtla, por su parte, levantó el Hogar Infantil, el Edificio de Salubridad y un Hospital General con cupo de 200 camas y servicio de cirugía y medicina para tuberculosis e infecciosos.
A iniciativa de la señora Carmen Cano de P. Gamboa, esposa del Gobernador, se fundó asimismo, en enero de 1941, la Casa del Anciano.
Agricultura
Pascacio Gamboa fue considerado "Redentor del campesinado chiapaneco” porque “para evitar una confrontación con los propietarios, compró varias fincas en el municipio para entregárselas a campesinos sin tierra de la región."
Se estableció la Junta Local de la Pequeña Propiedad Agrícola y Ganadera y durante el lapso gubernamental funcionaron 12 asociaciones agrícolas y 19 asociaciones ganaderas agrupadas estas últimas en 3 Uniones regionales.
Asimismo, el gobierno del estado obsequió miles de kilogramos de semilla de ajonjolí, frijol, soya, higuerilla, girasol, etc. arbolitos de naranja, arbolitos de mandarina, cocoteros y arbolitos de maderas finas y de ornato, como hule Hevea, limoneros, vid, tabaco, etc. y miles de árboles frutales de calidad fina que se distribuyeron en la zona fría… Se impulsó la industria de la seda, intensificándose la siembra de morera… 
Adicionalmente, por gestiones del gobierno del estado, el Banco Nacional de Crédito Agrícola refaccionó con 100,000 a los productores de cacao de la región de Pichucalco.
Para premiar y estimular a ganaderos y agricultores se efectuaron 2 exposiciones estatales en Tuxtla Gutiérrez y Exposiciones regionales en Comitán, Huixtla, Bochil, San Cristóbal Las Casas y Villa Las Rosas.
El Departamento de Protección Indígena funcionó regularmente, tramitando la resolución de los problemas de los núcleos aborígenes e interviniendo en la contratación de trabajadores indígenas que anualmente van a Soconusco.
Segunda Guerra Mundial
«A fines de 1942, el gobernador de Chiapas, Dr. Rafael Pascacio Gamboa, solicitó al gobierno suspender el entrenamiento militar y la inscripción en comunidades indígenas de su estado, a la espera de un "trabajo de orientación" y un intenso programa de instrucción en lengua española para jóvenes de dieciséis a diecinueve años en áreas indígenas. La SDN acordó esta propuesta "temporalmente", y Gamboa prometió implementar un programa especial a este efecto.»
“En el preludio de la Segunda Guerra Mundial cientos de mexicanos de origen alemán abandonaron el país para pelear en el ejército de Adolfo Hitler. Tras la derrota nazi, decenas de ellos intentaron recuperar la nacionalidad mexicana que habían rechazado y regresaron al país legal o clandestinamente. Algunos contaron con la ayuda de Miguel Alemán Valdés. Ello consta en documentos del Archivo Histórico Genaro Estrada de la Secretaría de Relaciones Exteriores y del Archivo General de la Nación.”
Los japoneses, entretanto, luego de tener 72 horas terminantes para abandonar el país por orden del gobierno nacional (en 1942) tuvieron en el Dr. Pascacio la oportunidad de permanecer en él, de modo que al arribar al estado los agentes de migración
“El Dr. Rafael Pascacio Gamboa –dice uno de los japoneses involucrados-, teniendo en cuenta nuestra posición social, honestidad y lealtad fiel, nos ha dado las tarjetas para permanecer en nuestra residencia actual… Nosotros (añade) tenemos un fuerte amor por las leyes del país, (por lo cual) le rogamos que nos autorice a vivir en una residencia definitiva permanente. Escuintla Chiapas, 18 de febrero de 1943. El Representante de la Colonia Japonesa, Eizi Matuda”.
Labor cultural
«Al concluir su mandato constitucional el Dr. Rafael P. Gamboa, nos lega una obra de cuatro años de intenso trabajo, que servirá de ejemplo a futuras administraciones…. (Pues) el Estado, además de las obras materiales realizadas, enfocó sus actividades hacia un nuevo campo: LA ANTROPOLOGÍA… Vemos (así) fomentar el Museo Regional de Arqueología e Historia; establecer relaciones con instituciones científicas y lograr (que) se realicen estudios en Chiapas; coordinar con el Instituto Nacional de Antropología la verificación de trabajos subsecuentes de investigación; y en fin, el gobierno se preocupa porque Chiapas sea conocido desde un ángulo distinto que otros no habían considerado, esto es, en su aspecto histórico, etnológico, etnográfico, arqueológico y artístico. La cooperación del gobierno local al Instituto Nacional de Antropología e Historia (INAH) se inicia con la aportación de cinco mil pesos para los trabajos de Palenque, a cargo del arqueólogo Miguel Ángel Fernández; esta aportación es anual y durante los cuatro años no se ha interrumpido. Desde los primeros meses de la Administración brinda facilidades a los investigadores para hacer estudios en las distintas regiones del Estado… 
«Los Estados Unidos de Norteamérica, ven películas a color tomadas en Chiapas y reproduce los discos grabados con música autóctona. Estas manifestaciones de la etnología chiapaneca y la propaganda que por medio de la prensa y en centros escolares desarrollaron, en Estados Unidos, Ginger y Danna Lamb, exploradores norteamericanos que inspirados en vieja tradición fueron al alto Usumacinta en busca de la "ciudad perdida" de los antiguos mayas, cautiva la atención de Richard Coeough, profesor del City College de Nueva York, que viene a Chiapas y explora la zona del Lacandón; más tarde, en un segundo viaje, descubre, descubre en los terrenos de la hacienda de Tepancuapan, Comitán, importantes ruinas prehispánicas que el INAH se interesa en estudiar técnicamente. El profesor Coeough impresionado por el paisaje y tradiciones típicas de la región, se inspira para crear su obra teatral "Festival de Primavera" que será exhibida en Nueva York. Frans Blom continua sus exploraciones por el noreste del estado para ampliar los estudios que inició en 1926, describiendo las ruinas mayas de Juchavín, Tenán, Palenque y Yaxchilán. En la costa, el filólogo alemán Ramón Pablo Carlos  Schultz, continúa los trabajos que Lettman dejó incompletos. En la misma zona, Charles E. Dibble confronta el diccionario Chicomuselteca formulado por Le Frank en 1871.
«Los estudios antropológicos de nuestro Estado, alcanzan su más alto grado con la celebración  del Segundo Congreso Internacional de Antropología en la Ciudad de Tuxtla Gutiérrez, del 27 de abril al 3 de mayo de 1942, con asistencia de setenta y dos delegados, figurando entre ellos: el Dr. Alfonso Caso, director del Instituto Nacional de Antropología e Historia; Dr. Herbert Spinden, Curador del Museo de Brooklin; Dr. Mathew W. Stirling, Jefe del Bureau of American Washington y descubridor de la zona arqueológica de la Venta; Dr. Jorge A. Vaillant, Curador del Museo de Filadelfias; Douglas Byers, director de la Revista "Antiquity", de Masachussets; Rafael Girard, de la Sociedad de Historia y Geografía de Guatemala, Dr. Jorge A. Lines, de Costa Rica; y un grupo de arqueólogos, que sería largo enumerar. Se discutieron en este Congreso problemas antropológicos de México y Centro América, y entre los acuerdos tomados podemos el que se refiere a denominar  Cultura de la Venta a la que se conocía con el nombre de Olmeca.
«Asimismo, el Prof. Alfonso Villa Rojas, de la Carnegie Institution, efectúa trabajos etnológicos en la zona tzeltal de Cancuc y Oxchuc y tzotzil de Yoshib haciéndose acompañar por un grupo de estudiantes que preparan para la citada institución un estudio sobre los habitantes de esta región indígena. La socióloga suiza, Gertrude Duby Loechester, recibe la aportación económica del gobierno local para realizar un recorrido en la zona del lacandón, dotándola de elementos de primera necesidad para aquellos pobladores, y se hace acompañar del señor Manuel Castellanos, Jefe del Departamento de Asuntos Indígenas en el Estado; esta socióloga efectuó cuatro visitas al lacandón, en una de la cuales la expedición construye "viviendas tipo", donadas por el Gobierno. Elsie Brook, etnóloga norteamericana, recorre en centro del Estado y más tarde publica en la prensa de la Ciudad de México sus impresiones de viaje y estudio por la entidad. La propaganda turística de Chiapas va en constante aumento y hace que Bety Ross capte aspectos de la vida chiapaneca y la publique en la cadena de periódicos que representa, entre los que figura Excélsior. Si arqueólogos y periodistas se interesan en Chiapas, alpinistas de fama internacional como el señor Cónsul General de Inglaterra, Thomas Iffor Rees, explora "El Sumidero" y toma fotografías que son publicadas en Inglaterra y exhibidas en el Museo Británico de Londres, al lado de las colecciones que tomara en Palenque J. A. Mosdley en 1880.
«El gobierno de Chiapas no solamente invierte fondos para restaurar ruinas prehispánicas, sino que cooperando con el INAH, aporta la cantidad de cinco mil quinientos cincuenta pesos cincuenta y seis centavos, para la total reparación de la fuente colonial de Chiapa de Corzo, obra encomendad al ingeniero José R. Benítez, de este propio instituto. Durante este periodo también se estimula nuestra producción bibliográfica, mereciendo citarse la "Geografía de Chiapas" y la "Historia de Chiapas" del Prof. Ángel M. Corzo, publicada por la editorial Protos de la Ciudad de México, obras adaptadas para libros de texto en las escuelas primarias y secundarias de Chiapas. Al finalizar este año, son huéspedes nuestros los arqueólogos Silvannus G. Morley y J. Erick Thompson que estudiaron en las ruinas prehispánicas de Toniná, Ocosingo.
«Como resultado de las relaciones culturales entre el gobierno de Chiapas y varias instituciones científicas, se ha fundado la Sociedad "Amigos de Chiapas", constituida con el objeto de vincular más nuestra entidad con centros de estudio de la capital de la República, siendo su presidente Don Rafael Heliodoro Valle.
«Sirvan estos datos para dar una idea del impulso que a la Antropología ha dado el régimen del Dr. Rafael P. Gamboa, gobierno constructivo y fecundo en todos los órdenes de la vida de Chiapas, caso insólito en la historia política y social de nuestro Estado.»
Según escribieron Frans Blom y Gertrude D. El Dr. Rafael P. Gamboa, “dejó benéfica huella por todo el estado (y) la labor indigenista dio pasos definitivos haca la incorporación del indio. Un grupo de maestros indígenas comenzó a enseñar a sus hermanos de raza, numerosas comisiones de Salubridad aparecieron en la Selva y en el monte y se abrió una red de caminos vecinales.”
Aprovechando la estancia de los miembros de la Sociedad Mexicana de Antropología, así como de representantes de varios países centroamericanos y de los Estados Unidos... el museo regional establecido en la capital, inaugura las obras de ampliación hechas en su edificio con la aportación de $23,500 por parte del gobierno del estado. Este acto fue presidido por el gobernador Pascacio Gamboa haciendo la declaratoria inaugural el C. Dr. Alfonso Caso, Director del Instituto Nacional de Antropología e Historia, en presencia de distinguidos antropólogos e investigadores nacionales y extranjeros.
Enriqueta Yourchenco y Raúl Guerrero graban música autóctona en Chiapas, recorren las zonas zoque, Chiapaneca, tzotzil, tzeltal y tojolabal y graban más de 40 discos.
De visita en Chiapas, el presidente Ávila Camacho visita al Museo Regional antes de inaugurar la III Exposición Regional Agrícola Ganadera e Industrial, elogiando la labor cultural del gobierno al patrocinar el funcionamiento de esta institución dependiente del INAH. 
Asimismo, entre los méritos del Dr. debe contarse el haber apoyado durante el desarrollo de sus investigaciones entre los tzotziles de San Juan Chamula, a Ricardo Pozas Horcasitas, autor del clásico Juán Pérez Jolote, entre otras obras que son referente de la antropología, y quien era entonces estudiante de la Escuela Nacional de Antropología.
Por otra parte, Miguel Carlos Francisco Álvarez del Toro, mejor conocido como Miguel Álvarez del Toro, originario del estado mexicano de Colima, hombre autodidacta, inteligente y audaz, llegó a Chiapas en el año de 1942, mediante una convocatoria de Pascacio Gamboa para ocupar el cargo de zoólogo general del naciente Departamento de Viveros Tropicales y Museo de Historia Natural.
“No se recuerda despedida tan emotiva y espontánea como la que el pueblo dio al Dr. Pascacio Gamboa cuando entregó el poder… Al terminar su periodo se presenta de nuevo ante el Sr. Presidente y es entonces cuando el primer mandatario, que lo admira por su integridad, lo designa con el cargo de Director de Pensiones Civiles y de Retiro (antecedente directo del ISSSTE) donde pone en vigor la nueva Ley de Pensiones.”

## Director General de Pensiones del Sindicato de Trabajadores al Servicio del Estado, 1945
Al arribar nuevamente a la capital de la república, el Gral. Manuel Ávila Camacho… lo designa como titular de un organismo descentralizado en el que también deja profundas huellas de su paso.

## Presidente Nacional del PRI y Coordinador general de la campaña de Miguel Alemán 1946
Rafael Pascacio Gamboa fue Presidente del Comité Ejecutivo Nacional del PRI, 19 de enero al 5 de diciembre de 1946. 
A Miguel Alemán "La CTM ya lo había proclamado su candidato desde el 6 de junio de 1945", pero recordemos que no fue sino hasta la reunión del 18 de enero de 1946 que se proclamó oficialmente su candidatura “y se designó a Rafael Pascacio Gamboa para encabezar el Comité Ejecutivo; se hizo la declaración de principios, programa de acción y estatutos del PRI y se adoptó el tema Democracia y Justicia Social; a la convención asistieron 1967 delegados."
“Considerado integrante del ala conservadora del PRI y uno de los que acompañó a Alemán en la instauración de los civiles en el poder", Pascacio Gamboa fue elegido, así pues, como presidente del partido recién reformado. Mucho se dijo que el Dr. Rafael Pascacio Gamboa “fue impuesto por Miguel Alemán como presidente del PRI, lo que disgustó a otros líderes del partido”.  Lo cierto es que el trabajo que el Dr. desempeñó en la gubernatura de Chiapas durante los años de la Segunda Guerra Mundial fue tan aclamado popularmente, tan vasto desde la perspectiva cultural y tan eficaz y duradero desde la óptica del desarrollo, que el entonces candidato (tapado) Miguel Alemán no dudó en colocarlo al frente de los esfuerzos para llevar a buen puerto su candidatura a la presidencia.

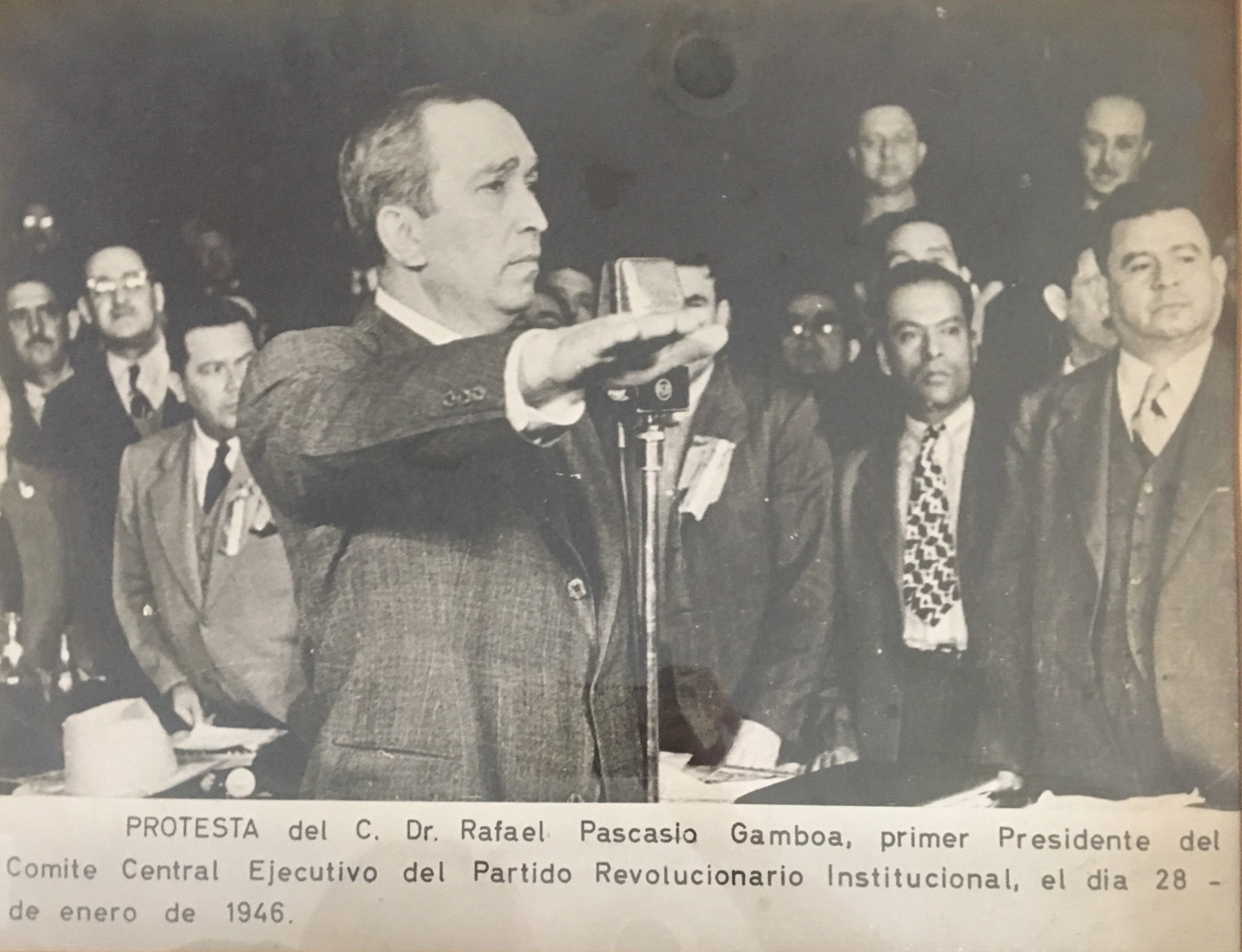
Toma de Protesta como Primer Presidente del Partido Revolucionario Institucional

«La obsolescencia de las estrategias de frente popular antifascista por la derrota de los países del Eje, la militancia de México al lado de las democráticas naciones aliadas (con excepción de la URSS) y la inmediata vecindad de México con la más importante de ellas, llevó al mundo político oficial a cambiar rápidamente del frentismo y la unidad nacional a asumir los enunciados de la nueva era democrática. Dentro del país, la vieja clase política revolucionaria, la que todavía olía a pólvora, había envejecido y todo indicaba que por primera vez en treinta años era posible la elección de un presidente civil. Civismo y democracia surgieron así como las divisas de la puesta al día del país en la inmediata posguerra. El 18 de enero de 1946, ante poco más de dos mil delegados, se declaró disuelto el PRM por considerarse cumplida su misión histórica, y se aprobaron la declaración de principios, programa de acción y estatutos del Partido Revolucionario Institucional (PRI). Asimismo, Rafael Pascacio Gamboa fue elegido presidente del nuevo partido y se adoptó la candidatura a la Presidencia de Miguel Alemán… El contraste fundamental frente al PRM residió en el apellido de "Institucional"... (esto) implicó un cambio radical en la misión del partido y en la interpretación de la Revolución Mexicana. Hasta el decenio anterior, esta se concibió como un proceso vivo y actuante, que aun no encontraba todos los cauces para la realización de sus promesas e ideales. A partir de la creación del PRI en 1946 y en vísperas del arribo del civilismo a Palacio Nacional, la Revolución mexicana pasó a ser algo ya logrado institucionalmente. Decía el punto 3o de la declaración de principios del PRI: "(El PRI) declara que los ideales de la Revolución mexicana han ido cristalizando en instituciones que forman ya parte integrante de la vida nacional, porque han enraizado en la conciencia pública y que tales instituciones deben mantenerse y prefeccionarse". Seguía la lista de esas instituciones... el ejido, el derecho a la sindicallización, a la contratación colectiva, el derecho a huelga, el seguro social, el derecho de la nación a la propiedad y explotación del subsuelo, el derecho del estado a dirigir la educación pública, la libertad de expresión y pensamiento, la libertad de asociación, la libertad de creencias y las libertades política y económica. Y concluía: "en consecuencia, el partido reafirma su fe en estas instituciones y luchará para que subsistan y se vigoricen".»

Es indudable, en este sentido, el aporte en materia de civilidad del Dr. Gamboa, toda vez que "la nota característica de la sucesión presidencial de 1946 consistió en que para lograr la designación oficial por el partido y el apoyo del presidente en turno, no se acudió al sector militar ni a una fracción de éste (más aún que en esa época constituía uno de los cuatro sectores del partido oficial), lo cual había sido determinante en otras sucesiones presidenciales. Se trata por consiguiente de la primera ocasión en que la sucesión presidencial tiene lugar por medio de cauces políticos institucionales y no militares".

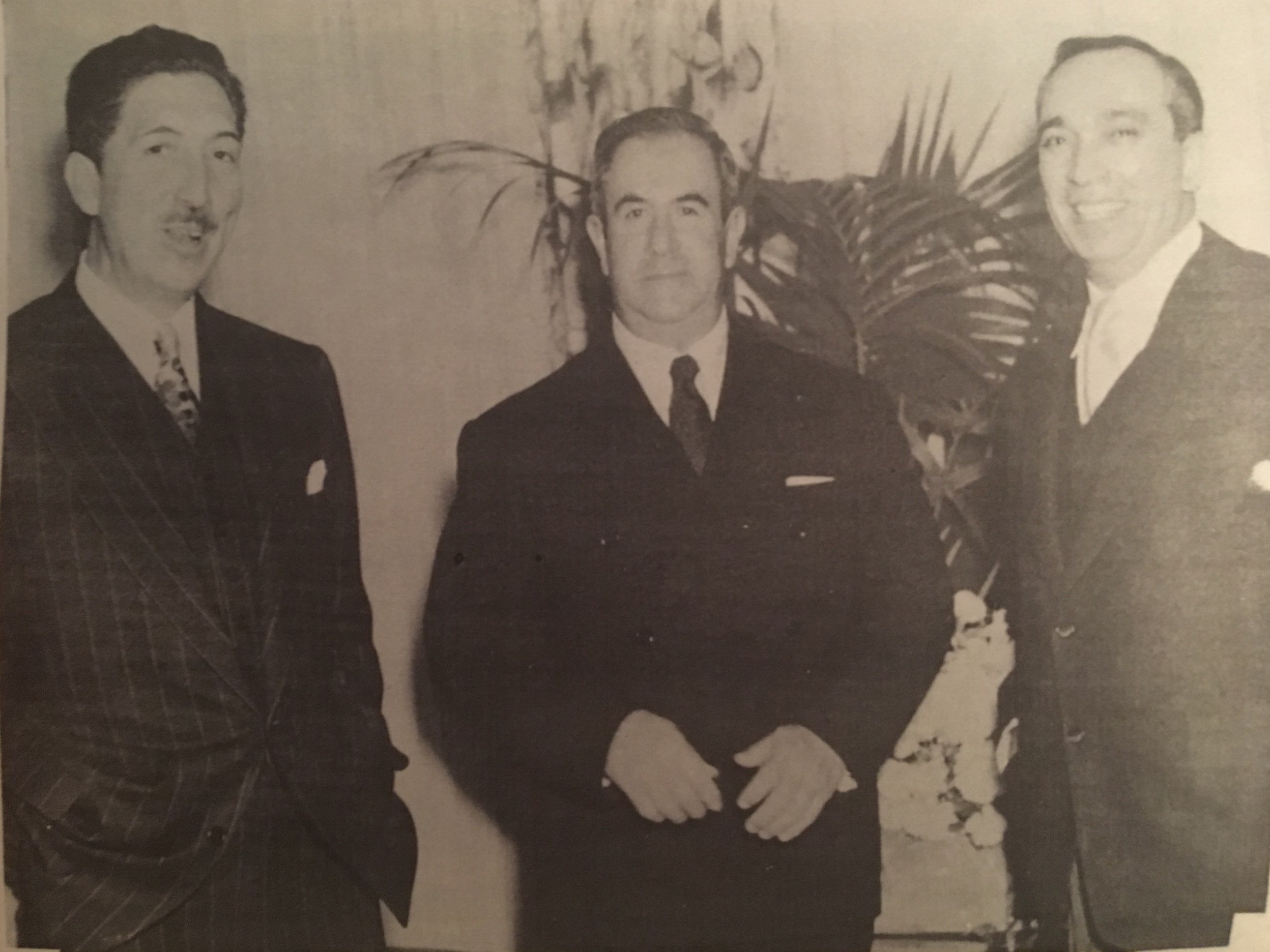

Aquella vez, ante la convención, el entonces candidato Alemán manifestó:
"El Partido Revolucionario Institucional no debe ser una máquina de imposición, sino un órgano con procedimientos de tal naturaleza que realice una función cívica y democrática. La Revolución, en esta forma, seguirá cumpliendo su deber para con el pueblo de México. Nuestro empeño será pugnar en los comicios por un triunfo democrático, sin engaños, sin coacciones, ni violencias, respetando el veredicto del pueblo, aunque éste nos sea adverso..."
Miguel Alemán Valdés, triunfó en las elecciones con 2 178 690 votos sobre Ezequiel Padilla, quien al no lograr la candidatura por el PRM se presentó como aspirante al Poder Ejecutivo en forma independiente. En el mismo año, Rodolfo Sánchez Taboada sustituyó a Pascasio Gamboa al frente del CEN, toda vez que el DR. Pasaría a ejercer el cargo de Secretario de Salubridad y Asistencia.
El ingreso de Pascacio Gamboa al gobierno llevó, en diciembre de 1946, a Rodolfo Sánchez Taboada y a Teófilo Borunda a la presidencia y a la secretaria del Comité Ejecutivo. 

## Secretario de Salubridad y Asistencia Pública 1946-1952
Al conformar Miguel Alemán su gabinete, designó al Dr. Pascacio Gamboa como Secretario de Salud. Algunos han conjeturado que el Dr. se sintió defraudado toda vez que aspiraba a conducir la Secretaría de Gobernación, sin embargo esa es una versión infundada y, acaso, contradictoria toda vez que el Dr., de haberse sentido defraudado, habría podido rechazar el honrosísimo cargo que se le ofrecía, y sin embargo, lo desempeñó con éxito notable, con verdadero patriotismo y, sobre todo, con ética profesional. Después de todo se trataba del cargo más distinguido entre los médicos de México. Dicho sea de paso, fue "el único cargo en el gobierno (de Miguel Alemán) para los dirigentes del PRI".
Para 1948, “todos los servicios sanitarios han sido profundamente intensificados, para bien de centenas de miles de personas en la República, enfermas o predispuestas.” Aquí también salió a relucir la vocación educativa, formativa del Dr. Pascacio Gamboa al promover la aparición de publicaciones sobre la Salud, como fue el caso de la Revista Psiquis (1949) y de otras publicaciones de la Liga Mexicana de Higiene Mental, poniendo a su disposición elementos materiales y técnicos para su ejecución.
Desde dicho cargo, el Dr. Rafael Pascasio Gamboa "atiende el aspecto sanitario del país, a la vez que el asistencial, siendo sobresaliente que durante su ejercicio se logró erradicar del territorio mexicano, el temible flagelo de la viruela."
Su desempeño como Secretario de Salubridad y Asistencia Pública fue tan destacada, que "llegó a ser mencionado como precandidato a Presidente de la República."

## Retiro de la vida política
A partir del 1ero de diciembre de 1952, el Dr. Rafael Pascasio Gamboa se retira totalmente de las actividades públicas, dedicándose a la agricultura, a la propagación de pies de cría para mejorar la ganadería entre sus amigos de esta actividad y al cultivo de viejas amistades, a las que por el desempeño de puestos oficiales tuvo que dejar de frecuentar durante mucho tiempo, recalcando que su más grata satisfacción ha sido siempre la de sentirse chiapaneco. 
Pasó su tiempo entre su domicilio en la Ciudad de México en la calle de Shakespeare en la Colonia Anzures y en su rancho El Cocal en el Cerro Mactumatzá en Tuxtla Gutiérrez Chiapas, dedicando su tiempo a convivir con su familia, sus hijos, nietos y bisnietos. 
Falleció el 2 de agosto de 1979 en la Ciudad de México. Sus restos fueron trasladados a su ciudad natal, rindiéndosele un merecido y cálido homenaje por parte del gobierno local y la población civil. En él se cantó el corrido de su campaña, compuesto por los hermanos Gómez, y que hasta hoy día se saben todavía marimberos en el Estado:
"Rafael Pascasio, es la esperanza de todo Chiapas en la próxima elección
Rafael pascasio es de confianza, porque jamás nos ha llevado a la ambición
Por eso estamos con él unidos y lucharemos con valor y decisión
pues los contrarios serán vencidos y aunque no quieran él será gobernador
Aunque no quieran, SÍ, Rafael Pascasio ES la esperanza de todo Chiapas en la próxima elección
Ha de triunfar, aunque no quieran, SÍ, Rafael Pascasio ES, es la esperanza de todo Chiapas en la próxima elección
Los campesinos, y los obreros se han unido con valor y decisión, pues ellos quieren ser los primeros y lo serán aunque no quiera la reacción
Aunque no quieran SÍ  Rafael Pascasio ES la esperanza de todo Chiapas en la próxima elección
Ha de triunfar, aunque no quieran, SÍ, Rafael Pascasio ES, es la esperanza de todo Chiapas en la próxima elección."

## Otros elementos de interés
Tras abandonar la gubernatura del estado, Pascacio Gamboa se convirtió en estrella de primera magnitud en la política nacional. Algunos analistas observan que en su estado natal, quizá por la trascendencia que el sexenio de Miguel Alemán tuvo para la política mexicana en general, “Pascacio Gamboa se prolongó en el poder a través de don Juan M. Esponda. Casi se constituyó en cacique. Pero el cacicazgo que pudo haber fundado, porque lo tenía todo, se desbarató precisamente con la caída de don Juan, a la que se dice que contribuyó para colocar al Lic. Óscar Rabasa. César A. Lara ya no aceptó la consigna pascacista. Y don Francisco J. Grajales, menos.
A la postre fue suegro del Canciller mexicano Emilio O. Rabasa, quien entre 1970 y 1975 fungió como Secretario de Relaciones Exteriores del gobierno de Luis Echeverría Álvarez.
Su hijo, Rafael P. Gamboa Cano, fue diputado federal por Chiapas (1961-1964, 1979-1982) y en dos ocasiones Presidente del PRI en dicho estado, así como Secretario de Organización del Comité Ejecutivo Nacional del PRI y delegado general del mismo partido a nivel nacional, así como Presidente del PRI en el Distrito Federal, entre otros cargos políticos. 
El Dr. Pascacio Gamboa fue asimismo hermano de Humberto Pascacio Gamboa, diputado federal por Chiapas, 1943-1945. 

## Cargos Públicos
- Diputado Federal 1937-1940
- Gobernador Constitucional del Estado de Chiapas 1940-1944
- Director General de Pensiones del Sindicato de Trabajadores al Servicio del Estado 1945
- Presidente Nacional del PRI 1946
- Coordinador general de la campaña de Miguel Alemán Valdés  a la Presidencia de la República 1946
- Secretario de Salubridad y Asistencia Pública 1946-1952